# Río Villegas
Río Villegas är ett vattendrag i Argentina.   Det ligger i provinsen Río Negro, i den sydvästra delen av landet, 1 400 km sydväst om huvudstaden Buenos Aires.
I omgivningarna runt Río Villegas växer i huvudsak blandskog. Runt Río Villegas är det ganska glesbefolkat, med 24 invånare per kvadratkilometer.